# Fiat Steyr 600
La Fiat Steyr 600 est une automobile fabriquée sous licence par le constructeur autrichien Steyr AG à partir de  1956, dans son usine de Vienne. Seule la première série du modèle sera assemblée en CKD jusqu'en 1959.

## Histoire
Après avoir créé en 1907 une filiale Austro-FIAT pour fabriquer localement des automobiles et des poids lourds, la société est scindée en 1921 par spécialité et la division poids lourds est nommée ÖAF. Cette société restera opérationnelle jusqu'en 1938 avant d'être nationalisée (sans indemnités) par Hitler. La production de voitures est interrompue en 1938 aussi. 
Le constructeur italien a débuté une collaboration avec Steyr dès le lendemain de la Seconde Guerre mondiale. Steyr recherchait des licences pour pouvoir fabriquer un véhicule fiable, adapté au pays et qui résiste au climat. Un accord de coopération est alors signé avec FIAT Auto pour l'assemblage sous licence de la Fiat 1100B à partir de 1948. Les voitures assemblées localement sont commercialisés sous la marque Fiat-Steyr. 
La collaboration entre les deux constructeurs s'élargit rapidement avec une licence de production pour la Fiat 1400 en 1950,  puis, dès 1952, à la fameuse Fiat 500 Topolino dans sa version berline C et Belvedere C, ainsi qu'à la Fiat 1900,renommèe Steyr 2000. Le camion Fiat 615 sera également fabriqué sous licence et distribué sous le nom Steyr-Fiat 260
En 1956, les dirigeants de Steyr sont séduits par la dernière création FIAT, la nouvelle Fiat 600. Un accord alors signé pour installer une nouvelle ligne de montage pour cette voiture qui sera également assemblée en CKD. L'année suivante c'est la Fiat 500 qui sera aussi produite sous licence mais avec une touche locale, un moteur Steyr.
Il faut rappeler que les droits de douane, à l'époque étaient très importants, voire prohibitifs, (plus de 350% en France par exemple !), ce qui justifiait qu'une usine soit équipée pour un marché même aussi réduit.

## La Steyr Fiat 600

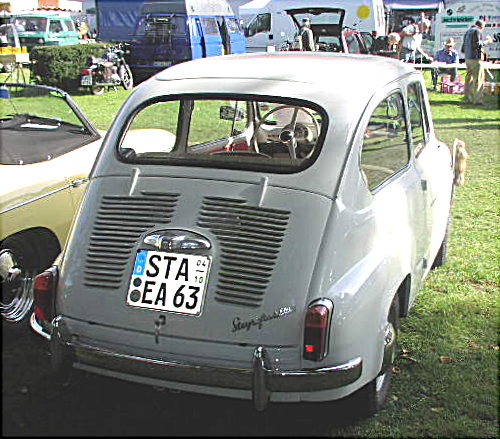
Fiat Steyr 600 vue arrière

L'assemblage en CKD de la Steyr Fiat 600 débute en 1956 dans l'usine Steyr de Vienne. Le modèle est strictement identique à l'original italien aux logos près. On retrouve sur le capot avant le logo rectangulaire avec fond rouge portant les mentions "Steyr Lic. FIAT" et à l'arrière la simple inscription en lettres italiques Steyr Fiat 600.
La Steyr Fiat 600 est équipée du moteur Fiat type 100 de 633 cm3 développant 19 ch DIN.
Elle restera en production jusqu'en fin d'année 1959, date à laquelle le constructeur autrichien devra se consacrer à la 500 qui a reçu un accueil inespéré et dont la demande est bien supérieure à la production maximale de l'usine. 

## Steyr Fiat 600 Multipla

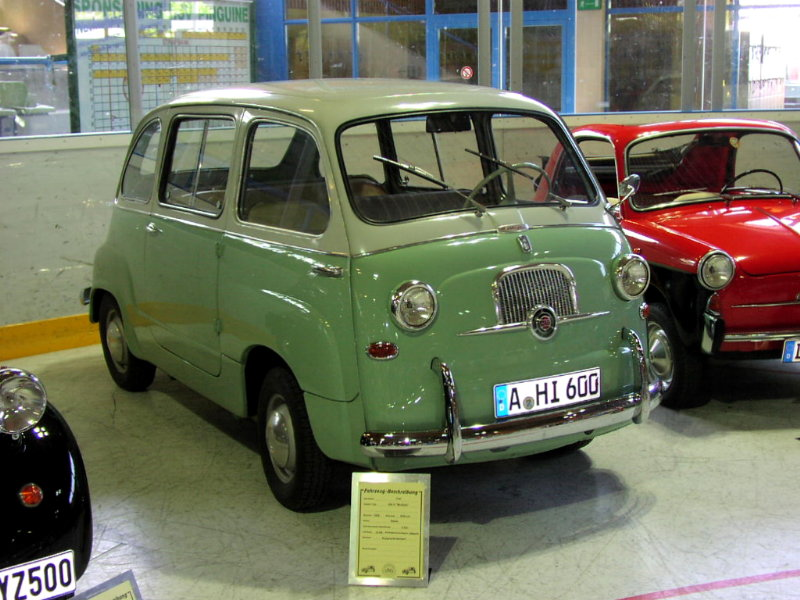
Steyr Fiat Multipla

Identique à l'orriginal italien, la Fiat 600 Multipla sera assemblée en Autriche et commercialisée, comme la berline, sous la marque Steyr Fiat à partir de 1957. Son assemblage local prendra fin en 1958 et le modèle sera importé directement d'Italie à partir de 1959 après l'assouplissement des contraintes douanières. 
Elle conserve le moteur Fiat 100 de 633 cm3 sans modification de puissance jusqu'à l'arrêt de la fabrication en fin d'année 1958.

## Curiosité
Ces deux modèles étaient destinés uniquement au marché autrichien et ne seront jamais exportés officiellement. On a quand même retrouvé quelques exemplaires restaurés en Allemagne et en Tchéquie.

## Modèles similaires
- Fiat 600 Italie - Argentine - Belgique - Chili - Colombie
- Fiat 600 Multipla
- Fiat 750 Abarth
- Fiat 600 Savio Jungla
- Seat 600
- Seat 800
- Zastava 750
- Fiat Neckar Jagst